# Lágrimas desordenadas
Lágrimas desordenadas es el sexto álbum de estudio del cantautor asturiano Melendi. El álbum fue lanzado el 13 de noviembre de 2012, y meses después, en Latinoamérica, comenzaría el tour del mismo título.

## Concepto
El título del disco hace referencia al «desorden lógico que hay en él», según explica el propio artista en su web. "Parece contradictorio y así es; es desordenado porque hay canciones que bien podían haber entrado en mi primer disco y también canciones que habrían perfectamente formado parte del último, todas ellas entremezcladas con la columna vertebral del disco, canciones como 'Cheque al Portamor", 'Tu Jardín con Enanitos' o 'Aprendiz de Caballero'. También indica que "el desorden tiene lógica" y que tanto la "la vida como la música no son más que un continuo aprendizaje". "Por ello creo que jamás haré un disco igual que otro ni del mismo estilo, y a la larga los estilos se irán mezclando y entrelazando formando discos como este que contendrá doce lágrimas desordenadas".

## Lista de canciones
El álbum contiene los siguientes temas:

| N.º   | Título                   | Duración |  |
| 1.    | «Tu jardín con enanitos» | 3:59     |  |
| 2.    | «Lágrimas desordenadas»  | 3:49     |  |
| 3.    | «Cheque al portamor»     | 4:55     |  |
| 4.    | «Tu lista de enemigos»   | 4:01     |  |
| 5.    | «Aprendiz de caballero»  | 4:02     |  |
| 6.    | «Autofotos»              | 3:29     |  |
| 7.    | «Mi primer beso»         | 4:15     |  |
| 8.    | «La tortura de Lyss»     | 3:54     |  |
| 9.    | «De pequeño fue el Coco» | 4:02     |  |
| 10.   | «Gatos celestes»         | 3:46     |  |
| 11.   | «De repente desperté»    | 5:07     |  |
| 45:16 |                          |          |  |

| Edición especial |                                     |          |  |
| N.º              | Título                              | Duración |  |
| 12.              | «Mi generación»                     | 3:12     |  |
| 13.              | «Cheque al portamor» (acústica)     | 4:59     |  |
| 14.              | «Tu jardín con enanitos» (acústica) | 4:02     |  |
| 15.              | «De pequeño fue el Coco» (acústica) | 4:00     |  |
| 16:13            |                                     |          |  |